# Bataille de Bucaramanga (1899)
 (novembre 2018).
Guerre des Mille Jours
Batailles
- Río Magdalena
- Bucaramanga
- Peralonso
- Gramalote y Terán
- Palonegro (es)
- Cúcuta (es)
- Aguadulce (es)
- Ovejas
- Pont de Calidonia (es)
- San Cristóbal (es)
- Carazúa (es)
- Colón
- Gachalá
- Ciénaga
- d'Alto del Mazamorral

La bataille de Bucaramanga fut un affrontement militaire qui eut lieu entre le 11 et le 13 novembre 1899, au début de la guerre des Mille Jours. Les troupes libérales commandées par le général Rafael Uribe Uribe ont essayé de prendre la ville de Bucaramanga et sont rejetées par le général nationaliste Vicente Villamizar. Ils ont été vaincus avec un bilan de 1 000 morts et 500 blessés.

## La bataille
Les actions ont commencé avec l'attaque de la ville de Piedecuesta le 11 novembre, située à environ 12 kilomètres au sud de Bucaramanga. Cependant, faute de planification, la garnison a réussi à quitter la place et à se retirer à Bucaramanga.
Les troupes libérales avancèrent sans contrôle vers Bucaramanga, en total désordre et arrivèrent à la tombée de la nuit. Ils attaquent sans avoir de plan et sont facilement rejetés par les tirs ennemis.